# 아이돌 차트
아이돌 차트(idol-chart.com)는 데이터통계 전문회사인 (주)스탯티즈가 운영하는 대한민국 가수들의 순위와 평점을 매기는 사이트이다. 2018년 3월부터 베타 서비스를 시작하였다.
아이돌차트는 가수의 음원, 음반, 방송, SNS, 포털등의 빅데이터 분석을 통해 노래가 아닌 가수(그룹) 자체의 성적과 화제성을 종합적으로 분석하여 집계하는 순위 사이트로, 한 주간 가장 화제가 된 가수를 한 눈에 확인할 수 있다. 
메인차트인 '아차랭킹'을 비롯해 팬들의 직접 참여해 만드는 '평점랭킹', 가요전문가들의 다양한 분석을 볼 수 있는 '아차리포트', 신규 음반과 가수들의 소식이 게재되는 '신곡소식', 'POLL', 커뮤니티 게시판 등이 서비스된다.

## 아이돌차트 주간랭킹
| 랭킹주차          | 1위          |
| ----------------- | ------------ |
| 2018년 1월 1주차  | 방탄소년단   |
| 2018년 1월 2주차  | 방탄소년단   |
| 2018년 1월 3주차  | 볼빨간사춘기 |
| 2018년 1월 4주차  | 종현         |
| 2018년 1월 5주차  | 레드벨벳     |
| 2018년 2월 1주차  | 레드벨벳     |
| 2018년 2월 2주차  | 레드벨벳     |
| 2018년 2월 3주차  | 레드벨벳     |
| 2018년 2월 4주차  | iKON         |
| 2018년 3월 1주차  | Wanna One    |
| 2018년 3월 2주차  | Wanna One    |
| 2018년 3월 3주차  | Wanna One    |
| 2018년 3월 4주차  | 레드벨벳     |
| 2018년 4월 1주차  | 위너         |
| 2018년 4월 2주차  | 트와이스     |
| 2018년 4월 3주차  | 방탄소년단   |
| 2018년 4월 4주차  | 트와이스     |
| 2018년 4월 5주차  | 트와이스     |
| 2018년 5월 1주차  | 방탄소년단   |
| 2018년 5월 2주차  | 방탄소년단   |
| 2018년 5월 3주차  | 방탄소년단   |
| 2018년 5월 4주차  | 방탄소년단   |
| 2018년 6월 1주차  | 방탄소년단   |
| 2018년 6월 2주차  | 방탄소년단   |
| 2018년 6월 3주차  | 방탄소년단   |
| 2018년 6월 4주차  | BLACKPINK    |
| 2018년 7월 1주차  | 방탄소년단   |
| 2018년 7월 2주차  | 방탄소년단   |
| 2018년 7월 3주차  | 방탄소년단   |
| 2018년 7월 4주차  | 방탄소년단   |
| 2018년 7월 5주차  | 방탄소년단   |
| 2018년 8월 1주차  | 레드벨벳     |
| 2018년 8월 2주차  | 레드벨벳     |
| 2018년 8월 3주차  | 방탄소년단   |
| 2018년 8월 4주차  | 방탄소년단   |
| 2018년 9월 1주차  | 방탄소년단   |
| 2018년 9월 2주차  | 방탄소년단   |
| 2018년 9월 3주차  | 방탄소년단   |
| 2018년 9월 4주차  | 방탄소년단   |
| 2018년 10월 1주차 | 방탄소년단   |
| 2018년 10월 2주차 | 방탄소년단   |
| 2018년 10월 3주차 | 방탄소년단   |
| 2018년 10월 4주차 | 방탄소년단   |
| 2018년 10월 5주차 | 방탄소년단   |
| 2018년 11월 1주차 | EXO          |
| 2018년 11월 2주차 | 방탄소년단   |
| 2018년 11월 3주차 | Wanna One    |
| 2018년 11월 4주차 | Wanna One    |
| 2018년 12월 1주차 | Wanna One    |
| 2018년 12월 2주차 | Wanna One    |
| 2018년 12월 3주차 | Wanna One    |
| 2018년 12월 4주차 | EXO          |
| 2018년 12월 5주차 | EXO          |
| 2019년 1월 1주차  | EXO          |
| 2019년 1월 2주차  | 방탄소년단   |
| 2019년 1월 3주차  | 방탄소년단   |
| 2019년 1월 4주차  | 방탄소년단   |
| 2019년 2월 1주차  | 방탄소년단   |
| 2019년 2월 2주차  | 방탄소년단   |
| 2019년 2월 3주차  | 방탄소년단   |
| 2019년 2월 4주차  | 방탄소년단   |
| 2019년 3월 1주차  | 방탄소년단   |
| 2019년 3월 2주차  | 에픽하이     |
| 2019년 3월 3주차  | 백예린       |
| 2019년 3월 4주차  | 장범준       |
| 2019년 4월 1주차  | 볼빨간사춘기 |
| 2019년 4월 2주차  | 방탄소년단   |
| 2019년 4월 3주차  | 방탄소년단   |
| 2019년 4월 4주차  | 방탄소년단   |
| 2019년 4월 5주차  | 방탄소년단   |
| 2019년 5월 1주차  | 방탄소년단   |
| 2019년 5월 2주차  | 방탄소년단   |
| 2019년 5월 3주차  | 방탄소년단   |
| 2019년 5월 4주차  | 방탄소년단   |
| 2019년 6월 1주차  | 방탄소년단   |
| 2019년 6월 2주차  | 방탄소년단   |
| 2019년 6월 3주차  | 방탄소년단   |
| 2019년 6월 4주차  | 방탄소년단   |
| 2019년 7월 1주차  | 방탄소년단   |
| 2019년 7월 2주차  | 방탄소년단   |
| 2019년 7월 3주차  | 방탄소년단   |
| 2019년 7월 4주차  | 방탄소년단   |
| 2019년 7월 5주차  | 강다니엘     |
| 2019년 8월 1주차  | 강다니엘     |
| 2019년 8월 2주차  | 방탄소년단   |
| 2019년 8월 3주차  | 레드벨벳     |
| 2019년 8월 4주차  | 엑스원       |
| 2019년 9월 1주차  | 방탄소년단   |
| 2019년 9월 2주차  | 볼빨간사춘기 |
| 2019년 9월 3주차  | 볼빨간사춘기 |
| 2019년 9월 4주차  | AKMU         |
| 2019년 9월 5주차  | AKMU         |
| 2019년 10월 1주차 | AKMU         |
| 2019년 10월 2주차 | AKMU         |
| 2019년 10월 3주차 | MC몽         |
| 2019년 10월 4주차 | 태연         |
| 2019년 11월 1주차 | 태연         |
| 2019년 11월 2주차 | 마마무       |
| 2019년 11월 3주차 | 아이유       |
| 2019년 11월 4주차 | 아이유       |
| 2019년 12월 1주차 | 아이유       |
| 2019년 12월 2주차 | 아이유       |
| 2019년 12월 3주차 | 아이유       |
| 2019년 12월 4주차 | 아이유       |
| 2019년 12월 5주차 | 아이유       |
| 2020년 1월 1주차  | 아이유       |
| 2020년 1월 2주차  | 레드벨벳     |
| 2020년 1월 3주차  | 방탄소년단   |
| 2020년 1월 4주차  | 방탄소년단   |
| 2020년 2월 1주차  | 방탄소년단   |
| 2020년 2월 2주차  | 아이유       |
| 2020년 2월 3주차  | 방탄소년단   |
| 2020년 2월 4주차  | 방탄소년단   |
| 2020년 3월 1주차  | 방탄소년단   |
| 2020년 3월 2주차  | 방탄소년단   |
| 2020년 3월 3주차  | 방탄소년단   |
| 2020년 3월 4주차  | 방탄소년단   |
| 2020년 3월 5주차  | 방탄소년단   |
| 2020년 4월 1주차  | 방탄소년단   |
| 2020년 4월 2주차  | 방탄소년단   |
| 2020년 4월 3주차  | 방탄소년단   |
| 2020년 4월 4주차  | 오마이걸     |
| 2020년 5월 1주차  | 아이유       |
| 2020년 5월 2주차  | 아이유       |
| 2020년 5월 3주차  | 아이유       |
| 2020년 5월 4주차  | 아이유       |
| 2020년 6월 1주차  | TWICE        |
| 2020년 6월 2주차  | 식 케이      |
| 2020년 6월 3주차  | 아이즈원     |
| 2020년 6월 4주차  | 아이유       |
| 2020년 6월 5주차  | BLACKPINK    |
| 2020년 7월 1주차  | BLACKPINK    |
| 2020년 7월 2주차  | BLACKPINK    |
| 2020년 7월 3주차  | BLACKPINK    |
| 2020년 7월 4주차  | 싹쓰리       |

>> 아이돌차트 주간랭킹 차트확인하기